# Universaltransistoren und -dioden
Die Kurzbezeichnungen TUP, TUN, DUG, DUS sind Begriffe aus dem Bereich der Hobbyelektronik für Universaltransistoren und -dioden  und stehen für die Begriffe "Transistor-Universal-PNP", "Transistor-Universal-NPN", "Diode-Universal-Germanium" und "Diode-Universal-Silizium". Sie wurden 1971 von der Zeitschrift Elektor eingeführt.
Das „Universal“ im Namen tragen diese Bauteile, weil sie in einem sehr weiten Bereich von Anwendungen eingesetzt werden können und gleichzeitig den Anwender von einem großen Teil seiner Beschaffungsprobleme bestimmter Halbleitertypen entlastet, da zahlreiche konkrete Bauteiltypen die definierten Mindestanforderungen erfüllen, zwischen denen dann frei nach Preis oder Beschaffbarkeit gewählt werden kann. Es bedeutet ebenso eine Vereinfachung auf Seiten von Anbietern, die Bauteilesätze nach den veröffentlichten Artikeln anbieten, sowie beim Verfassen von Bauanleitungen in Elektronik-Hobbyzeitschriften.

## Hintergrund
Als Transistoren in den 1970er Jahren für den Bereich der Hobbyelektronik weit verfügbar und vor allem preiswert wurden, und nachdem außerdem der Übergang von Germanium- zu Siliziumtransistoren als Standard vollzogen war, kam es schnell zu einer sehr unübersichtlichen Marktsituation mit einer Unzahl von nur leicht verschiedenen Typen. Wenn eine Fachzeitschrift Bauvorschläge veröffentlichte, lief sie Gefahr, dass die verwendeten Transistortypen vor Ort gerade nicht verfügbar waren und der Leser dann Probleme bekam, den Vorschlag nachzuvollziehen. Ein Ausweg waren riesige Transistorvergleichslisten, die in Buchform die Chance gaben, einen dem vorgeschlagenen Typ möglichst ähnlichen herauszufinden, der besser beschaffbar war.

Transistor BC 547

Einen anderen Ansatz verfolgte die Zeitschrift Elektor: Sie definierte Mindestanforderungen für npn- und pnp-Transistoren, die von vielen Standardtypen verschiedener Hersteller erfüllt wurden. Als Bezeichnung für derartige Transistoren wurden in den Veröffentlichungen die Begriffe TUN und TUP verwendet. Mit den entsprechenden Anforderungen kann ein weiter Bereich von Kleinleistungsanwendungen in Frequenzbereichen von Gleichstrom bis zu einigen Megahertz und einfachen Schaltanwendungen abgedeckt werden. In der Anfangszeit war ein Standardtyp für die TUN-Variante der BC 109 und für die TUP-Variante der BC 179 im TO-18-Metallgehäuse. Heute werden als TUN eher der neuere BC 547 und als TUP der BC 557 im TO-92-Kunststoffgehäuse bzw. deren SMD-Varianten BC 847 / BC 857 verwendet.
Das Konzept bewährte sich, so dass es auf Dioden in den Varianten Germanium (niedrige Schwellspannung) und Silizium (höhere Frequenzen, besseres Sperrverhalten) übertragen wurde. Als DUS dient beispielsweise der Typ 1N4148 und als DUG der AA116.
In den 1970er Jahren unterstützten viele Elektronikanbieter das Konzept und boten sehr preiswert Bauteile unter diesen Bezeichnungen an, die sich der interessierte Hobbyist in Stückzahlen bereitlegen konnte, um für alle Eventualitäten vorbereitet zu sein. Als in den 1980er Jahren die Halbleiterpreise weiter fielen, war es günstiger, konkrete Typen zu erstehen, worauf der Handel das Konzept fallenließ. In Bauanleitungen blieb es jedoch bis in die 2000er Jahre bestehen.
Da Schaltungen mit diskreten Transistoren mit der Zeit immer mehr durch integrierte Schaltungen ersetzt wurden, haben diskrete Transistoren stark an Bedeutung verloren. Die verbliebenen, häufig verwendeten Standardtransistoren sind bei den meisten Distributoren leicht erhältlich. Daher werden die Bezeichnungen auch in Bauvorschlägen nur noch selten verwendet.